# Богданци (област Силистра)
Вижте пояснителната страница за други значения на Богданци.
Богданци е село в Североизточна България. То се намира в община Главиница, област Силистра.

## География
Село Богданци се намира на 39 км от областния център Силистра, и на 14 км от общинския център Главиница. Населението на Богданци е 715 души (1 февруари 2011 г. НСИ). Преобладава ромското население. Българите са едва 72 души, а турците около 20.

## История
През Османския период, след Освобождението и по време на румънската власт над Южна Добруджа до 1942 селото носи името Узунджа орман.
След 1944 г. село Богданици заедно със съседното Коларово са със статут на пълномощничество в състава на Общинско управление и Съвет в село Зафирово. Местното Народно основно училище „Христо Ботев“ действа от 1908 до 2007 г., а Народно читалище „Отец Паисий“ е създадено през 1945 г.
Местното ТКЗС „Добруджа“ е учредено на 13 септември 1955 г. От 1987 г. Богданци е самостоятелно кметство към Община Главиница.

## Личности
Родени
- Стефан Тодоров Николов – загинал в Отечествената война, в местността „Киш Байон“, Унгария, на 10 март 1945 г.;
- Ради Стефанов Тодоров – юрист, бивш прокурор в Главна прокуратура на РБ;